# Villa Picedi
Villa Picedi, nota anche come Villa Vascelli o Villa del Vescovo, è un edificio in stile neoclassico situato all'estremità orientale del ponte Dattaro a Parma, nel quartiere Cittadella.

## Storia
L'edificio originario, affiancato da un oratorio e da una corte agricola, fu costruito agli inizi del XVII secolo per volere della famiglia Fioruzzi, probabilmente sul luogo di un preesistente caseggiato forse appartenuto in epoca remota alla famiglia Dattaro.
Nel corso del XVIII secolo la struttura passò alla famiglia Castelli, per poi essere acquistata dai conti Picedi verso la fine del secolo, epoca in cui il conte Camillo fece ricostruire la villa in stile neoclassico. Nei decenni seguenti le proprietà terriere della famiglia, che deteneva il titolo comitale su Mariano fin dal 1695, si ampliarono ulteriormente, fino a raggiungere l'estensione di 65 ettari nella fascia compresa tra il ponte Dattaro e il piccolo centro abitato a sud della città, includendo numerosi edifici agricoli, mulini e cartiere.

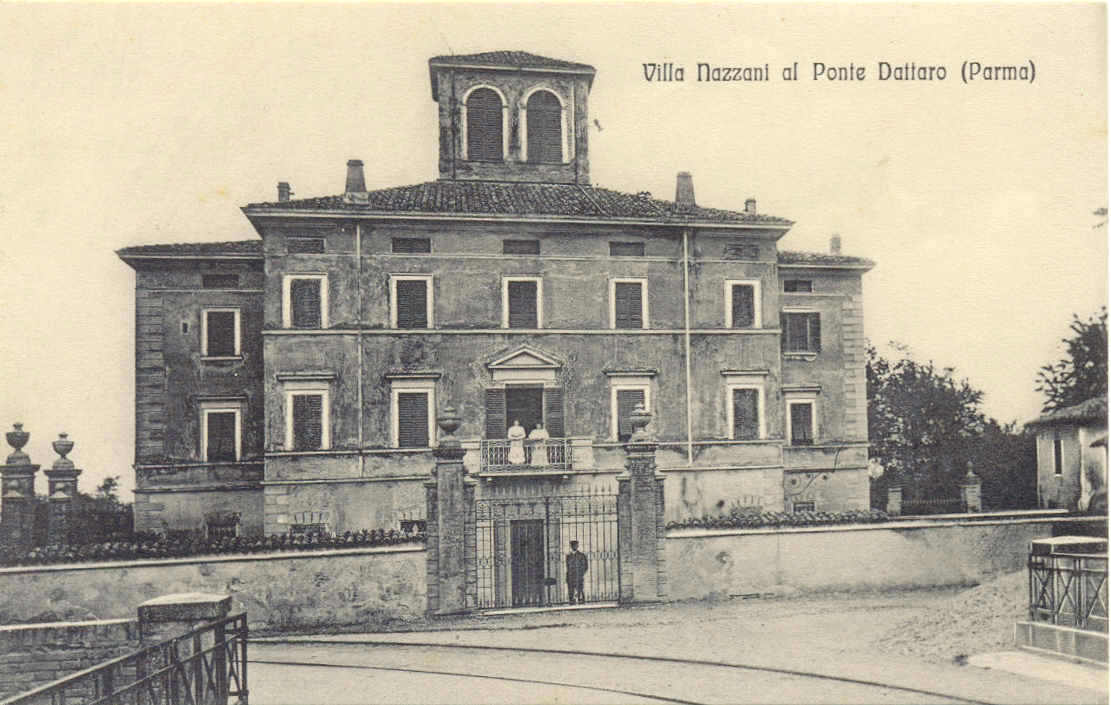
La villa nei primi anni del XX secolo

Nella seconda metà del XIX secolo il conte Giuseppe fece decorare e ampliare la villa, forse sopraelevandola di un piano. Verso la fine del secolo, a titolo di amicizia, per anni concesse in uso l'edificio al vescovo di Parma Francesco Magani come residenza estiva, fino alla sua morte nel 1907; la struttura divenne da allora nota come Villa del Vescovo.
Nel 1910 gran parte delle proprietà dei Picedi, compresa la villa, furono acquistate da Ildebrando Nazzani, che alcuni anni dopo le rivendette parzialmente ai nobili Palmia; nel 1925 Giacomo e Giovanni Battista Palmia alienarono la villa e gli edifici annessi alla famiglia Vascelli. Il complesso immobiliare fu modificato internamente per adattarlo all'uso abitativo, arrivando ad accogliere fino al secondo dopoguerra 23 nuclei famigliari.

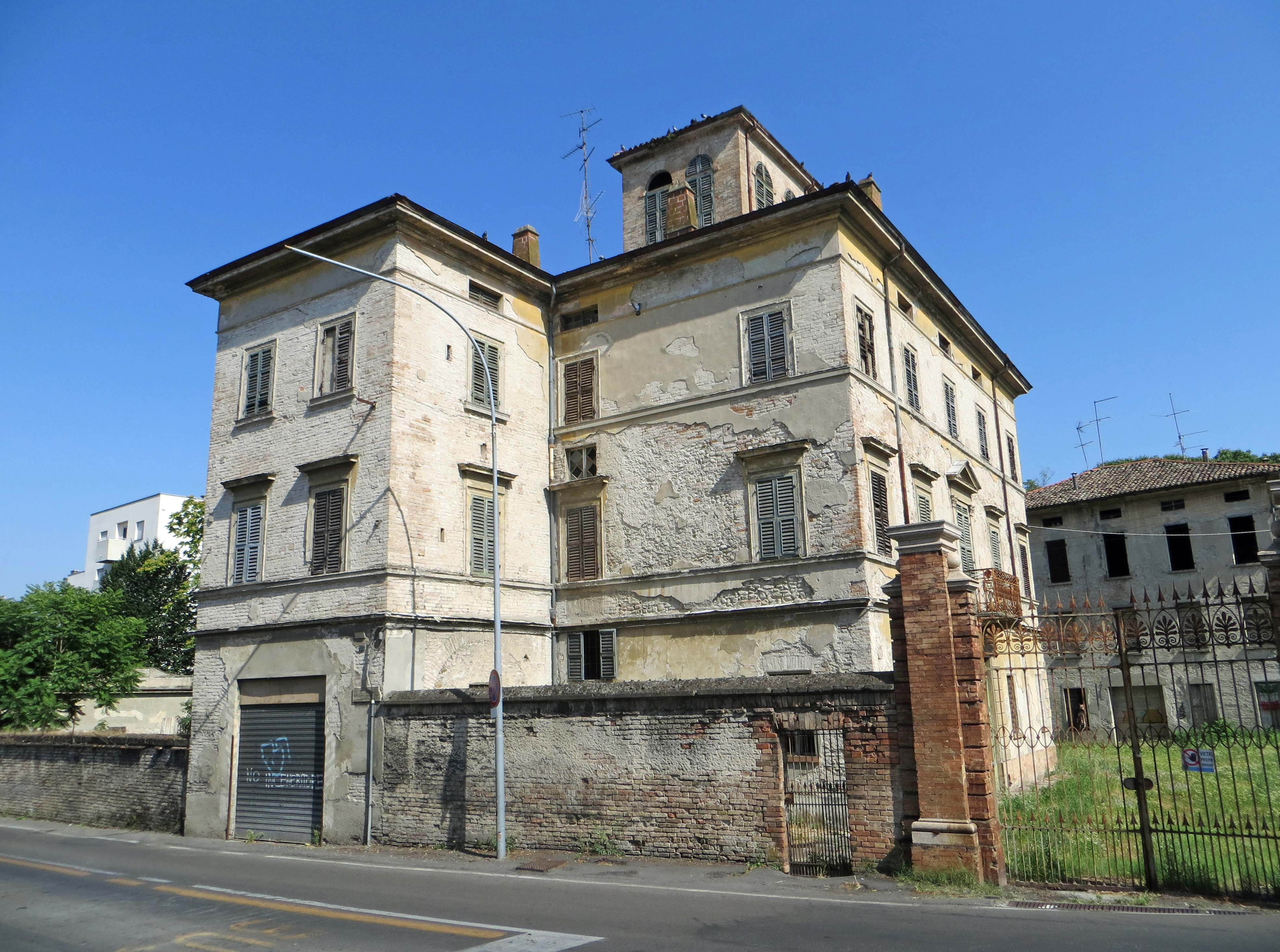
La villa nel 2019

Alla fine del secolo, in seguito alla morte dell'ultima proprietaria, le strutture furono abbandonate e caddero in stato di totale degrado; vari infissi furono rotti e le pareti esterne e alcuni muri interni furono danneggiati con graffiti e murali. Nel frattempo fu predisposto, di concerto con la Soprintendenza per i beni architettonici e paesaggistici, un progetto di recupero dell'intero caseggiato, che però non fu avviato. Alcuni anni dopo, l'impresa Marella acquistò il complesso immobiliare e nel 2022 avviò i lavori di ristrutturazione e restauro, per trasformarlo in un condominio.

## Descrizione
Il complesso immobiliare sorge al termine del lungoparma Giovanni Rustici, a una quota inferiore rispetto alla strada; la villa si erge all'angolo con via Montebello, in asse col ponte Dattaro, ed è preceduta da un piccolo cortile; a sud si trovano gli edifici annessi, mentre sul retro si estende il giardino, che si conclude all'estremità est nell'antica serra.

### Villa

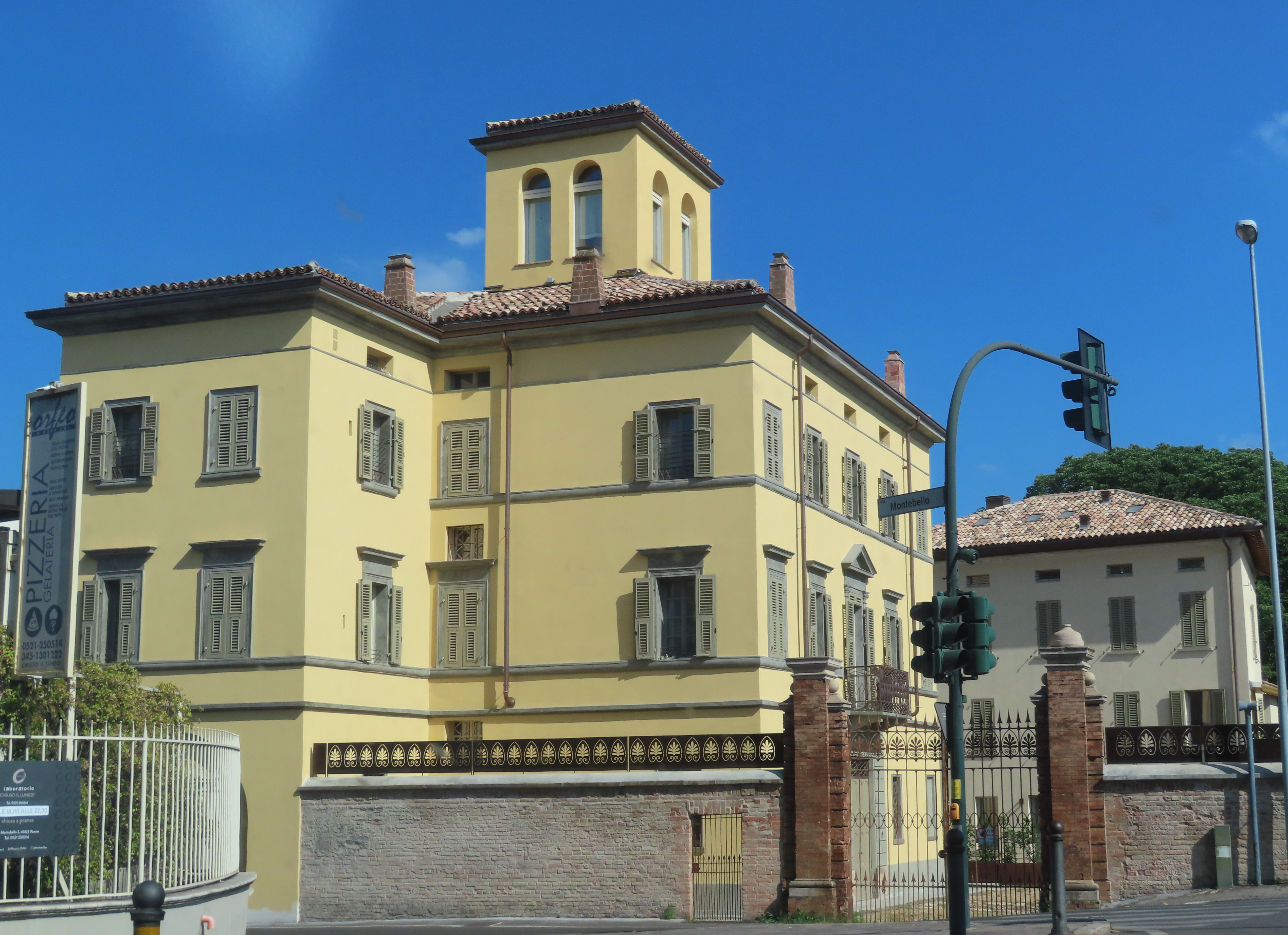
Facciata e lato nord

La villa si sviluppa su una pianta a T, con il corpo centrale rettangolare affiancato sul retro da due corte ali contrapposte.
La simmetrica facciata, interamente intonacata come il resto dell'edificio, si erge su tre livelli principali fuori terra scanditi da fasce marcapiano, oltre al sottotetto; nel mezzo dell'avancorpo centrale è posto l'antico portale d'ingresso, delimitato da una cornice in finto bugnato e sormontato dal balconcino del piano superiore; ai lati si trovano due finestre per parte, arricchite da semplici cornici, mentre le aperture del piano nobile sono coronate da architravi in aggetto e, nella portafinestra centrale, da un frontone triangolare; sul colmo del tetto si erge nel mezzo una torretta, che si affaccia sulle quattro fronti attraverso coppie di monofore ad arco a tutto sesto.

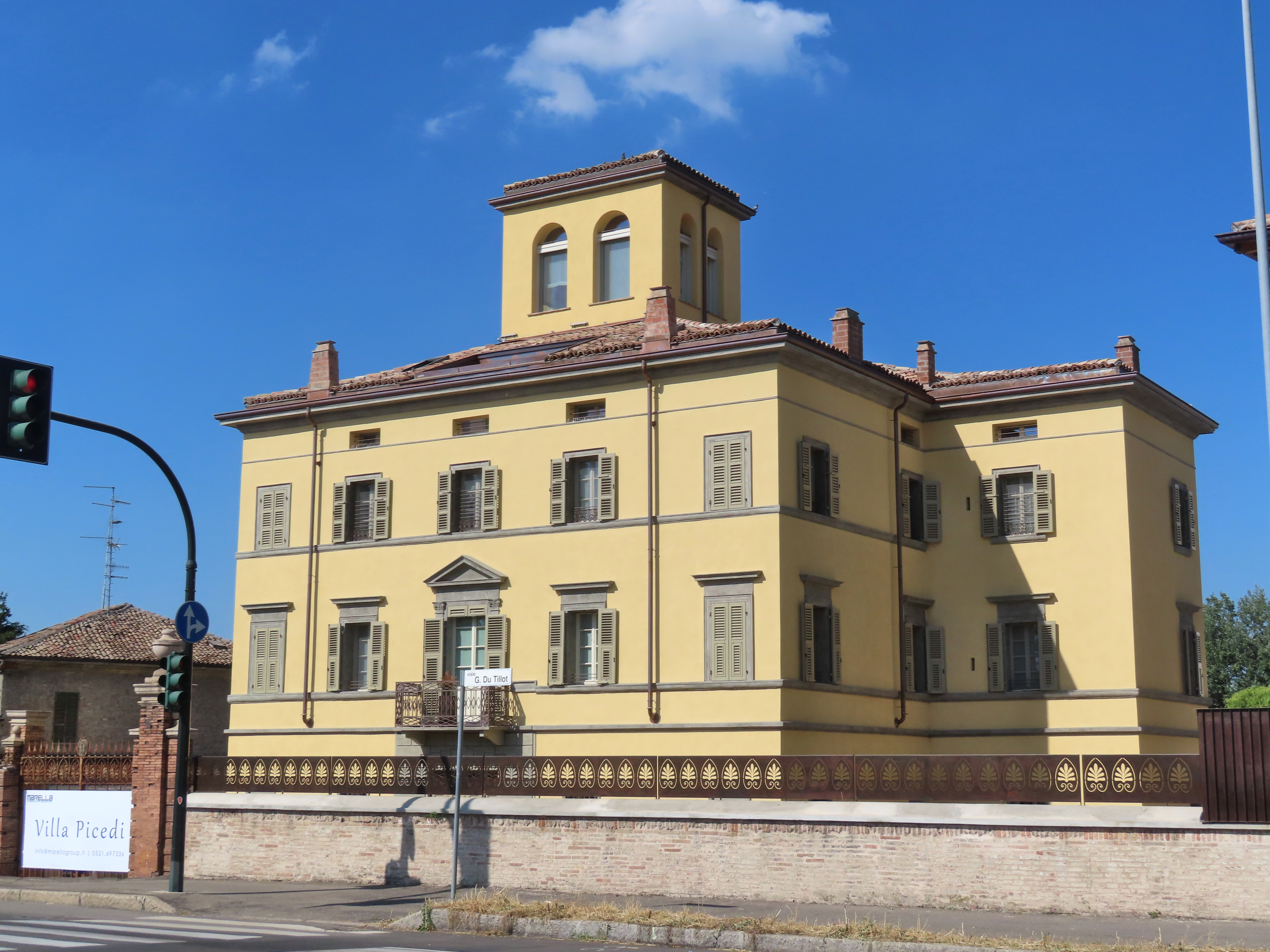
Facciata e lato sud

Il prospetto posteriore presenta caratteristiche analoghe alla facciata principale, ma è più lungo grazie alla presenza delle due ali laterali.
All'interno si accedeva anticamente al salone centrale passante, coperto da una volta a botte dipinta in stile neoclassico, ma l'ambiente fu frazionato nella prima metà del XX secolo; altre stanze del livello terreno, tra cui un antico corridoio voltato, conservano gli affreschi ottocenteschi, raffiguranti, all'interno di riquadrature, motivi floreali, uccelli, strumenti musicali e soldati. La scala laterale presenta analoghi dipinti a riquadrature sulle coperture.
Al piano nobile si accede al salone centrale passante, caratterizzato dalla presenza degli ottocenteschi dipinti a tempera che ricoprono interamente la volta a botte e le pareti; queste ultime sono dominate da una serie di grandi pannelli rappresentanti, all'interno di finte cornici, vedute di monti e laghi dai tratti romantici; alle estremità, sono raffigurate ai fianchi delle due portefinestre contrapposte le battaglie di Solferino e San Martino, mentre nelle lunette superiori si stagliano due stemmi dei conti Picedi. Le porte laterali conducono a varie sale con soffitti affrescati: la volta a padiglione della camera del Vescovo rappresenta un finto velario, delimitato sul contorno da una cornice al cui interno campeggiano, in quattro ovali, i volti dei poeti Dante Alighieri, Francesco Petrarca, Ludovico Ariosto e Torquato Tasso; la copertura della sala delle Dame riporta alcune raffigurazioni femminili; la volta della sala della Musica riproduce una serie di strumenti musicali. Un altro ambiente conserva un camino marmoreo barocco, scolpito con lo stemma dei conti Picedi.

### Edifici annessi
La villa è preceduta da un piccolo cortile, cintato con un muro e accessibile attraverso due ampie cancellate in ferro battuto, al cui centro campeggiano i monogrammi C.G.P., iniziali del Conte Giuseppe Picedi.
A meridione sorgono due caseggiati, nati come abitazioni di servizio e successivamente trasformati in appartamenti. Sul retro dell'edificio padronale si estende il giardino, pavimentato nella prima parte con un acciottolato; sul fondo si erge su una pianta a emiciclo l'antica serra in muratura, anch'essa riadattata a uso abitativo.
A poca distanza verso sud, si trovano i ruderi in pietra dell'antica ghiacciaia di forma circolare, trasformata in seguito in roccolo per la caccia aprendo sulle pareti affacciate sulla campagna alcune feritoie.
Quasi nulla si conserva, invece, dell'antico oratorio, che sorgeva sull'altro lato di via Montebello e che, secondo la tradizione, era collegato alla villa con un cavalcavia ad arco; della struttura, posta a una quota inferiore rispetto al Lungoparma, rimangono solo alcune tracce murarie nella cantina del fabbricato costruito sui suoi resti.